# Граф де Санта-Крус-де-ла-Сьерра

Герб муниципалитета Санта-Крус-де-ла-Сьерра, провинция Касерес, автономное сообщество Эстремадура.

Граф де Санта-Крус-де-ла-Сьерра — испанский дворянский титул. Он был создан 4 декабря 1635 года королем Испании Филиппом IV для Бальтасара де Чавеса и Мендосы.
Название графского титула происходит от названия муниципалитета Санта-Крус-де-ла-Сьерра, провинция Касерес, автономное сообщество Эстремадура.

## Графы де Санта-Крус-де-ла-Сьерра
- Бальтасар де Чавес и Мендоса (? — 1669), 1-й граф де Санта-Крус-де-ла-Сьерра.
- Хуан де Чавес и Чакон (1650—1696), 2-й граф де Санта-Крус-де-ла-Сьерра и 5-й граф де Касаррубиос-дель-Монте, племянник предыдущего, сын Мельчора де Чавеса, 1-го графа де ла Касьсада, и Исабель Хосефы Чакон де Мендосы, 1-й графини де Касаррубиос-дель-Монте
- Хоакин Хосе де Чавес и Суньига (1670—1725), 3-й граф де Санта-Крус-де-ла-Сьерра и 9-й герцог Пеньяранда-де-Дуэро, сын Хуана де Чавеса, 2-го графа де ла Кальсада, 5-го графа де Касаррубиос-дель-Монте, и Анны Марии Суньиги Авельянеды и Энрикес де Асеведо, 11-й графини де Миранда, 8-й герцогини де Пеньяранда-де-Дуэро
- Педро Регаладо де Суньига и Айяла (? — ?), 4-й граф де Санта-Крус-де-ла-Сьерра, старший сын Хоакина де Суньиги Чавеса Сакона Авельянеды и Базана, 9-го герцога де Пеньяранда-дель-Дуэро, и Исабель Розы де Айялы Толедо и Фахардо, 10-й маркизы де ла Мота
- Антонио де Суньига и Айяла (1699—1765), 5-й граф де Санта-Крус-де-ла-Сьерра, младший брат предыдущего
- Педро де Алькантара де Суньига и Хирон (1730—1790), 6-й граф де Санта-Крус-де-ла-Сьерра, сын предыдущего и Марии Терезы Хирон Сандоваль Толедо и Португаль (1706—1755)
- Мария Хосефа Маркос де Суньига и Хирон (1733—1796), 9-я графиня де Санта-Крус-де-ла-Сьерра, сестра предыдущего, дочь Антонио Де Суньиги и Айялы, 5-го графа де Санта-Крус-де-ла-Сьерра, и Марии Терезы Хирон Сандоваль Толедо и Португаль (1706—1755)
- Мария Франсиска де Салес Портокарреро и Суньига (1754—1808), 10-я графиня де Санта-Крус-де-ла-Сьерра. Дочь Кристобаля Педро Портокарреро Осорио и Фернандес де Кордовы (1728—1757), 6-го маркиза де Вальдеррабано, и Марии Хосефы де Суньига и Хирон (1733—1796), 6-й виконтессы де ла Кальсада.
- Эухенио Эулалио де Палафокс и Портокарреро (1773—1834), 11-й граф де Санта-Крус-де-ла-Сьерра. Сын Фелипе Антонио де Палафокса и Крой д’Авре (1739—1790) и Марии Франсиски де Солес Портокарреро и Лопес де Суньиги, 6-й графини Монтихо (1754—1808).
- Киприано де Палафокс и Портокарреро (1784—1839), 12-й граф де Санта-Крус-де-ла-Сьерра. Младший брат предыдущего, сын Фелипе Антонио де Палафокса и Крой д’Авре (1739—1790) и Марии Франсиски де Солес Портокарреро и Лопес де Суньиги, 6-й графини Монтихо (1754—1808).
- Мария Франсиска Палафокс и Киркпатрик (1825—1860), 13-я графиня де Санта-Крус-де-ла-Сьерра. Старшая дочь Киприано Палафокса и Портокарреро, 8-го графа Монтихо (1784—1839), и Марии Мануэлы Киркпатрик (1794—1879)
- Карлос Мария Фитц-Джеймс Стюарт и Палафокс (1848—1901), 14-й граф де Санта-Крус-де-ла-Сьерра, 16-й герцог де Альба. Единственный сын Хакобо Фитц-Джеймса Стюарта и Вентимилья (1821—1881), 15-го герцога Альба (1835—1881), и Марии Франсиски де Палафокс и Портокарреро де Гусман и Киркпатрик (1825—1860)
- Хакобо Фитц-Джеймс Стюарт и Фалько (1881—1953), 15-й граф де Санта-Крус-де-ла-Сьерра, 17-й герцог де Альба. Старший сын Карлоса Марии Фитц-Джеймса Стюарта и Палафокса (1849—1901), 16-го герцога Альба-де-Тормес (1881—1901), и Марии дель Росарио Фалько и Осорио (1854—1904), 21-й графине де Сируэла
- Каэтана Фитц-Джеймс Стюарт и Сильва (1926—2014), 16-я графиня де Санта-Крус-де-ла-Сьерра, 18-я герцогиня де Альба. Единственная дочь Хакобо Фитц-Джеймса Стюарта и Фалько (1878—1953), 17-го герцога Альба и Марии дель Росарио де Сильва и Гуртубай (1900—1934), 15-й герцогини Альяга
- Карлос Фитц-Джеймс Стюарт и Мартинес де Ирухо (род. 1948), 17-й граф де Санта-Крус-де-ла-Сьерра, 19-й герцог де Альба. Старший сын Марии дель Росарио Каэтаны Альфонсы Виктории Евгении Франциски Фитц-Джеймс Стюарт и Сильва (1926—2014), 18-й герцогини Альба, от первого брака с Луисом Мартинесом де Ирухо-и-Артаскоса (1919—1972), сыном Педро Мартинеса де Ирухо-и-Артаскоса (1882—1957), 9-го герцога Сотомайора, и Анны Марии де Артаскос (1892—1930).